# Relazioni bilaterali tra Italia e Thailandia
Le relazioni bilaterali tra l'Italia e la Thailandia hanno inizio formalmente nel 1868, con la firma a Roma di un trattato di amicizia e commercio tra i rappresentanti di Chulalongkorn del Siam e Vittorio Emanuele II. Architetti italiani realizzarono diverse opere importanti in Thailandia, come la Sala del trono Ananta Samakhom e la stazione centrale di Hua Lam Pong a Bangkok, e l'arte italiana ebbe un'influenza importante sull'arte moderna thailandese. La cultura thailandese suscitò interesse in Italia, e oggi elementi di essa, come la cucina thailandese e l'arte marziale del Muay thai, godono di crescente popolarità.

## Rappresentanze
I due Paesi hanno stabilito le proprie rappresentanze diplomatiche nel 1868.

### Rappresentanza italiana presso il Regno di Thailandia
Il Regno di Thailandia ospita l'ambasciata italiana a Bangkok, un consolato generale onorario a Phuket (competente per le provincie di Phuket, Krabi, Nakhon Si Thammarat, Narathiwat, Pattani, Phang Nga, Phatthalung, Satun, Songkhla, Surat Thani, Trang, Yala) e un conosolato onorario a Chiang Mai (competente per le provincie di Chiang Mai, Chiang Rai, Mae Hong Son, Phayao, Nan, Lampang, Lamphun, Phrae, Uttaradit, Sukhothai, Tak, Phitsanulok, Kamphaeng Phet, Phichit e Phetchabun). Un Business Forum Italia-Thailandia è stato creato nel 2015, su iniziativa dell'ambasciata italiana.  L'attività commerciale viene seguita insieme all’ICE e alla Camera di Commercio italo-thailandese.

### Rappresentanza thailandese presso la Repubblica Italiana
L'Italia ospita l'ambasciata del Regno di Thailandia a Roma e sei consolati generali: a Milano, Venezia, Torino, Genova, Napoli e Catania.

## Rapporti politici
Il primo italiano a giungere vicino a l'allora Regno siamese, nonché la prima persona ad affermarne l'esistenza, fu Niccolò de' Conti nel 1420. Nel 1868 i rappresentanti di Re Chulalongkorn del Siam firmarono con Vittorio Emanuele II un trattato di amicizia e commercio, che sancì l'inizio delle relazioni bilaterali. Il primo ambasciatore italiano in Thailandia, Guelfo Zamboni, tuttavia, fu accreditato quasi un secolo dopo, nel 1956. Dopo la firma del trattato del 1868, fu istituita una missione diplomatica italiana a Bangkok, e ben presto iniziarono significativi scambi a livello politico, economico e culturale, anche grazie al modo in cui il re Chulalongkorn riuscì a modernizzare il suo regno e ad aprire la strada a relazioni amichevoli con gli altri paesi. In effetti, egli fu il primo re siamese a visitare ufficialmente l'Europa e l'Italia, che fu il primo paese in cui fece tappa durante il suo tour europeo. Le relazioni tra l'Italia e il Regno di Thailandia prosperarono ulteriormente nella seconda metà dell'Ottocento.
Angelino Alfano (all'epoca Ministro degli Affari Esteri italiano) fu il primo ministro europeo a visitare Bangkok dopo che l'Unione europea ripristinò i rapporti con la Thailandia, nel febbraio del 2018. In quell'anno, si festeggiavano i 150 anni di relazioni tra l'Italia e la Thailandia. Un mese dopo, la visita fu ricambiata del Ministro degli Affari Esteri tailandese Don Pramudwinai, che si recò a Roma nel marzo del 2018.
Le buone relazioni tra Italia e Thailandia si consolidarono nel tempo, fino ad arrivare all'odierno "rapporto di mutuo rispetto e collaborazione".
Nel 2023 si è celebrato il 155º anniversario delle relazioni diplomatiche tra Italia e Thailandia.

## Rapporti economici
Le relazioni economiche tra i due paesi sono importanti, e sono fiorite particolarmente negli ultimi anni. L'attività commerciale viene seguita insieme all’ICE e alla Camera di Commercio italo-thailandese. Un Business Forum Italia-Thailandia è stato creato nel 2015, su iniziativa dell'ambasciata italiana.
Il commercio bilaterale tra i due paesi è stato in media di 3,4 miliardi di dollari all'anno tra il 2015 e il 2017. Nel 2017 l'interscambio tra i due paesi è stato di oltre 3,7 miliardi di dollari, con un incremento dell'8% rispetto al 2016. L'Italia è al 24º posto tra i partner commerciali della Thailandia, ed è quinta tra quell dell'Unione Europea dopo Germania, Gran Bretagna, Olanda e Francia. La Thailandia è al 48º posto tra i partner commerciali dell'Italia, ma seconda tra i paesi dell'ASEAN, dopo Singapore. Le principali esportazioni dalla Thailandia verso l'Italia includono condizionatori, automobili, attrezzature e parti, gomma, calamari refrigerati/congelati, ferro e acciaio, vestiti, elettrodomestici e altri componenti, gioielli, tessuti, macchine fax, telefoni, ecc. Le principali importazioni dall'Italia verso la Thailandia includono macchinari e componenti, prodotti chimici, macchinari e componenti elettrici, tessuti, prodotti farmaceutici, prodotti per animali, prodotti in metallo, prodotti in plastica, strumenti scientifici, strumenti medici, strumenti vari, ecc.

## Scambi culturali
Architetti e ingegneri italiani furono impegnati in Thailandia, principalmente durante la reggenza del monarca Chulalongkorn. Essi contribuirono alla modernizzazione del Siam. La testimonianza del lavoro degli architetti e ingegneri italiani si ha oggi in numerose strade, edifici e ponti sparsi in tutta la Thailandia. Tra le realizzazioni di questi architetti italiani si annoverano la Sala del trono Ananta Samakhom e la stazione centrale di Hua Lam Pong a Bangkok.

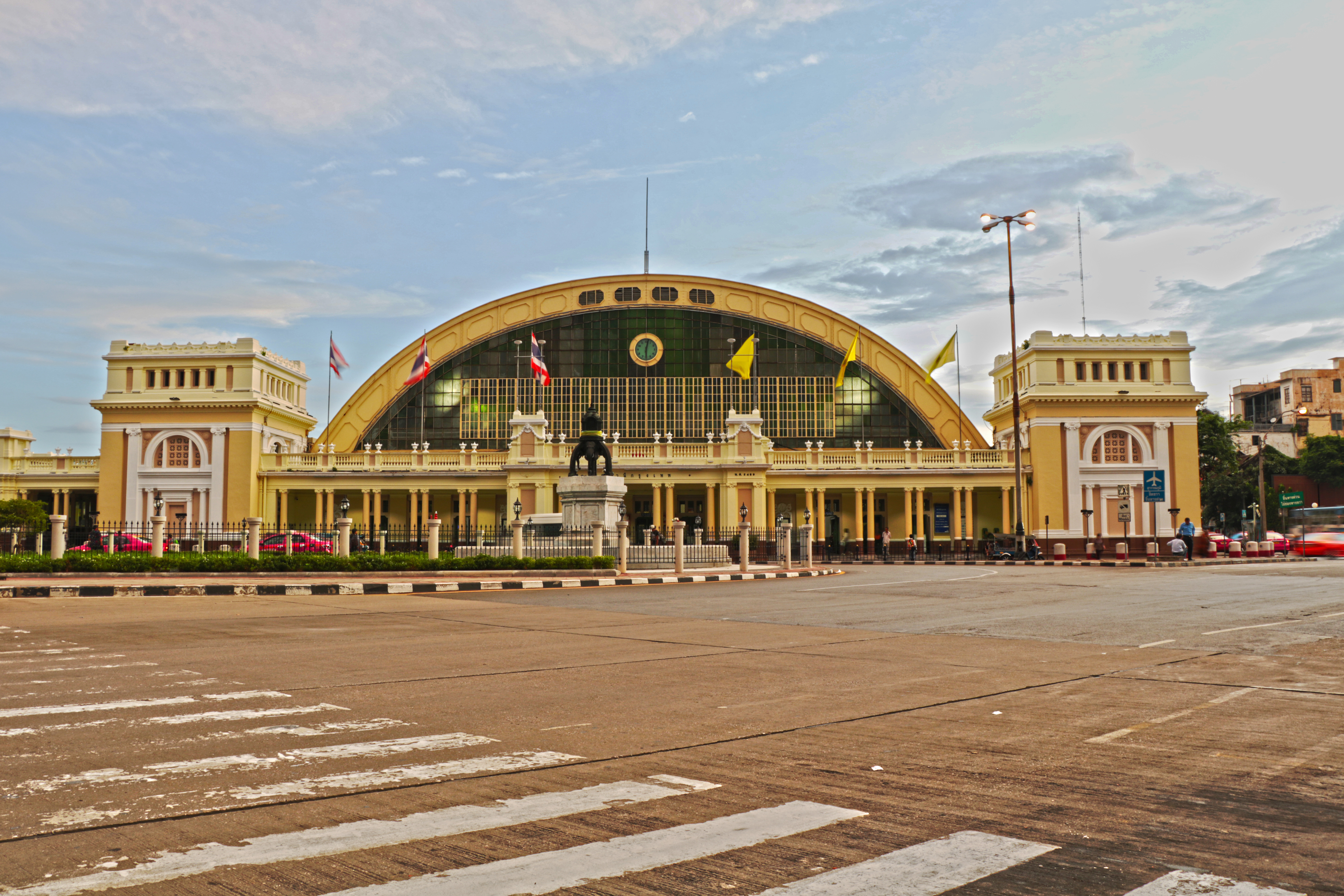
Stazione di Hua Lamphong

L'arte moderna tailandese è stata influenzata da artisti italiani. Corrado Feroci, meglio noto in Thalandia come "Professor Silpa Bhirasri", è considerato il padre dell’arte moderna tailandese. Feroci fondò inoltre l'Università Silpakorn, prima università di belle arti thailandese. Il soffitto della Sala del Trono di Anantha Samakhom è stato realizzato da Galileo Chini, ed è considerato patrimonio nazionale in Thailandia.
Il cibo italiano gode di buona popolarità in Thailandia. Vi sono molti ristoranti italiani, distribuiti in tutto il paese. La moda, le automobili e motociclette italiane sono inoltre molto apprezzate, ed il marchio Ducati è particolarmente ricercato in Thailandia, come nel resto dell'Asia. Inoltre, i grandi magazzini thailandesi hanno investito nella catena italiana La Rinascente.
Allo stesso modo, la cultura thailandese suscitò un forte interesse in Italia. Essa gode di crescente popolarità. La cucina thailandese e l'arte marziale del Muay thai, ad esempio, stanno crescendo in popolarità nel Bel paese.

## Turismo e istruzione
Nel 2018 più di 280 000 italiani hanno visitato la Thailandia mentre 37 000 thailandesi hanno visitato l'Italia. La lingua italiana è insegnata nelle principali istituzioni accademiche in Thailandia, tra cui le università di Chulalongkorn e Thammasat. L'Università Ca' Foscari di Venezia offre corsi di lingua thailandese con l'obiettivo di istituire un programma di studi thailandesi.